# Ле-Монтей-о-Виконт
Ле-Монте́й-о-Вико́нт (фр. Le Monteil-au-Vicomte, окс. Grand Montelh) — коммуна во Франции, находится в регионе Лимузен. Департамент коммуны — Крёз. Входит в состав кантона Руайер-де-Вассивьер. Округ коммуны — Обюссон.
Код INSEE коммуны — 23134.

## Население
Население коммуны на 2010 год составляло 215 человек.
| 1962 | 1968 | 1975 | 1982 | 1990 | 1999 | 2010 |
| ---- | ---- | ---- | ---- | ---- | ---- | ---- |
| 273  | 289  | 281  | 287  | 248  | 266  | 215  |

## Экономика
В 2010 году среди 119 человек трудоспособного возраста (15—64 лет) 79 были экономически активными, 40 — неактивными (показатель активности — 66,4 %, в 1999 году было 63,6 %). Из 79 активных жителей работали 61 человек (33 мужчины и 28 женщин), безработных было 18 (8 мужчин и 10 женщин). Среди 40 неактивных 6 человек были учениками или студентами, 23 — пенсионерами, 11 были неактивными по другим причинам.